# Tomáš Skuhravý
Tomáš Skuhravý (Český Brod, 1965. szeptember 7. –) csehszlovák és cseh válogatott cseh labdarúgó, csatár.

## Pályafutása

### Klubcsapatban
1982 és 1984 között a Sparta Praha, 1984 és 1986 között az RH Cheb, 1986 és 1990 között ismét a Sparta labdarúgója volt. A Spartával öt csehszlovák bajnoki címet és három kupagyőzelmet szerzett. 1990 és 1995 között az olasz Genoa, 1995–96-ban a Sporting játékosa volt. 1996–97-ben a Viktoria Žižkov csapatában fejezte be az aktív játékot.

### A válogatottban
1985 és 1993 között 43 alkalommal szerepelt a csehszlovák válogatottban és 14 gólt szerzett, illetve 1994–95-ben hat alkalommal a cseh válogatottban, ahol három gólt ért el. Tagja volt az 1990-es olaszországi világbajnokságon részt vevő csehszlovák csapatnak.

## Sikerei, díjai
- Az év csehszlovák labdarúgója (1991)

 Sparta Praha
- Csehszlovák bajnokság
  - bajnok (5): 1983–84, 1986–87, 1987–88, 1988–89, 1989–90
- Csehszlovák kupa
  - győztes (3): 1984, 1988, 1989